# Американская мечта

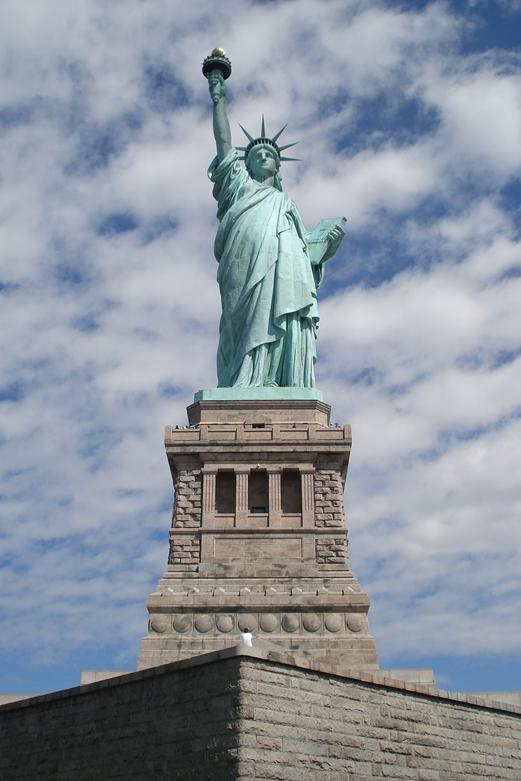
Для многих иммигрантов конца XIX — начала XX века, прибывавших в Нью-Йорк по морю, Статуя Свободы являлась первым, что они видели в США, и символизировала американские ценности.

Американская мечта (англ. American Dream) — выражение, часто употребляемое для обозначения жизненных идеалов жителей США как в материальном, так и в духовном смысле. В «Политическом словаре» Уильяма Сефайра (Safire’s New Political Dictionary. Random House, New York, 1993) сказано:

Американская мечта — идеал свободы или возможностей, который был сформулирован «отцами-основателями»; духовная мощь нации. Если американская система — это скелет американской политики, то американская мечта — её душа.

## Происхождение термина
Источником словосочетания «американская мечта» считается написанный в период Великой депрессии исторический трактат Джеймса Адамса, озаглавленный «Эпос Америки» (англ. The Epic of America, 1931):

…американская мечта о стране, где жизнь каждого человека будет лучше, богаче и полнее, где у каждого будет возможность получить то, чего он заслуживает.

Джеймс Адамс хотел ободрить соотечественников, напомнить им о предназначении Америки и её достижениях. Это словосочетание прижилось и затем стало заглавием пьесы Эдварда Олби (1961) и романа Нормана Мейлера (1965), однако в этих произведениях оно было переосмыслено иронически.

## Значение
Значение понятия «американская мечта» весьма расплывчато. Так, историк Ф. Карпентер[кто?] писал: 
«Американская мечта никогда не была точно определена и, очевидно, никогда не будет определена. Она одновременно и слишком разнообразна, и слишком смутна: разные люди вкладывают разный смысл в это понятие».
Тем не менее, почти всем президентам США при вступлении в должность и при принятии ответственных решений приходится обещать своим избирателям, что их политика будет приближать реализацию этой мечты.
Национальный этос США, в котором свобода включает обещание процветания и успеха для каждого, базируется на идеях Декларации независимости США о том, что люди созданы равными и наделены их Творцом:

«определёнными неотчуждаемыми правами», включая «жизнь, свободу и стремление к счастью».

Понятие «американской мечты» часто связывают с иммигрантами, прибывшими в США в поисках лучшей жизни. То обстоятельство, что они уезжали из стран, где, в отличие от США, была достаточно жёсткая сословная система, ограничивавшая социальную мобильность, определило их приверженность философии свободы личности и свободного предпринимательства. Понятие американской мечты тесно связано с понятием «self-made person», то есть человека, который самостоятельно упорным трудом добился успеха в жизни.
Компонентами «американской мечты» являются также идеал равенства всех перед законом вне зависимости от этнического происхождения и социального положения, а также почитание общих для всех американцев символов, образцов и героев.
Одним из воплощений «американской мечты» считается собственность на частный дом.
Тему поиска «американской мечты» затрагивал в своих произведениях Хантер Томпсон. Декларация независимости провозглашает принципы, лежащие в основе американской мечты: «Мы считаем эти истины самоочевидными, что все люди созданы равными, что их Создатель наделил их определенными не отчуждаемыми правами, что среди них есть жизнь, свобода и стремление к счастью» 

## Примеры
По мнению американского экономиста, лауреата нобелевской премии Джозефа Стиглица, наилучшим примером «идеалов американского духа» является Билл Гейтс: накопив состояние, оцениваемое в $135 млрд, он стал жертвовать крупные суммы на борьбу с болезнями по всему свету и улучшение образования в Соединенных Штатах.

## Критика
Что случилось с американской мечтой? Не слышно более звуков единого мощного голоса, выражающего нашу общую надежду и волю. То, что мы слышим сейчас, — это какофония ужаса, примирения и компромисса, пустая болтовня, громкие слова «свобода, демократия, патриотизм», из которых мы выхолостили всякое содержание.
Американский писатель, лауреат Нобелевской премии по литературе Уильям Фолкнер.